# Trichilia pachypoda
Trichilia pachypoda är en tvåhjärtbladig växtart som först beskrevs av Henry Hurd Rusby, och fick sitt nu gällande namn av C. Dc. och Hermann August Theodor Harms. Trichilia pachypoda ingår i släktet Trichilia och familjen Meliaceae. Inga underarter finns listade i Catalogue of Life.